# ホセ・ベナビデス
ホセ・ベナビデス（Jose Benavidez、男性、1992年5月15日 - ）は、アメリカ合衆国のプロボクサー。カリフォルニア州パノラマシティ出身。元WBA世界スーパーライト級暫定王者。
トレーナーは父のホセ・ベナビデス・シニア。弟は元WBC世界スーパーミドル級王者、現WBAレギュラー・WBC暫定世界ライトヘビー級統一王者のデビッド・ベナビデス。

## 来歴

### アマチュア時代
2009年に僅か16歳にして最年少スーパーライト級王者となるナショナル・ゴールデン・グローブスーパーライト級王者となった。同年に全米選手権に出場するが決勝でフランキー・ゴメスに敗退した。
アマチュア時代の戦績は102勝5敗。

### プロ時代
2010年1月16日、ネバダ州ラスベガスのハードロック・ホテル・アンド・カジノでスティーブン・コックスと対戦し、初回1分21秒TKO勝ちを収め17歳でデビュー戦を勝利で飾った。
2014年7月26日、アリゾナ州フェニックスのセレブリティ・シアターでヘンリー・アウラドとNABF北米ウェルター級ジュニア王座決定戦を行い、初回1分50秒TKO勝ちを収め王座獲得に成功した。
2014年12月13日、ネバダ州ラスベガスにあるザ・コスモポリタン・オブ・ラスベガスでWBA世界スーパーライト級暫定王者のマウリシオ・ヘレーラと対戦し、12回3-0（2者が116-112、117-111）の判定勝ちを収め王座獲得に成功した。
2015年5月15日、アリゾナ州フェニックスのUSエアウェイズ・センターでWBA世界スーパーライト級10位ホルヘ・パエス・ジュニアと対戦し、12回21秒TKO勝ちを収め初防衛に成功した。
2015年11月5日、正規王者になったエイドリアン・ブローナーがスーパー王座に認定されたため、空位になった正規王座をベナビデスとWBA世界スーパーライト級3位のミケーレ・ディ・ロッコの間で王座決定戦を行うようWBAから指令を受けた。
2015年12月12日、アリゾナ州ツーソンのツーソン・コンベンション・センターでシドニー・シケイラとスーパーライト級10回戦を147ポンドのキャッチウェイトで対戦予定だったが、ベナビデスが5.4ポンド（約2.4kg）体重超過をする失態を犯してしまった。試合は3-0の判定で勝ちを収めた。
2016年2月2日、ウェルター級に転向するためWBA世界スーパーライト級暫定王座を返上した。
2016年7月23日、ウェルター級に階級を上げてテレンス・クロフォードVSビクトル・ポストルの前座でフランシスコ・サンタナと対戦し、10回判定勝利を収めた。
2016年8月23日、夜に家の近所で犬を散歩させていたところ、何者かに両足を銃撃され出血多量で死にかけたが、病院に運ばれ一命をとりとめた。
2018年2月3日、1年7カ月ぶりの復帰戦で8回TKO勝ちを収めた。
2018年10月13日、WBO世界ウェルター級王者テレンス・クロフォードに12回TKO負けを喫し2階級制覇とはならなかった。
2021年11月13日、3年ぶりの試合をフットプリント・センターでエマヌエル・トーレスと対戦したが、10回1-0（96-94、2者が95-95）で引き分けた。なおこの試合よりベナビデスはボブ・アラムのトップランクから離脱し弟のデビッドがいるサンプソン・リューコイツ率いるサンプソン・ボクシングとTGBプロモーションズの共同プロモート契約を結んで最初の試合だった。
2022年7月30日、バークレイズ・センターでダニー・ガルシアとスーパーウェルター級12回戦で対戦し、判定負け。
2023年11月25日、ネバダ州ラスベガスのミケロブ・ウルトラ・アリーナにてデビッド・ベナビデス対デメトリアス・アンドラーデ戦の前座でジャーモール・チャーロと163ポンド（73.9kg）のキャッチウェイト契約のノンタイトル10回戦を行い、10回0-3（90-100、91-99、92-98）の判定負けを喫した。なお、前日計量で対戦相手のチャーロは契約体重を3.4ポンド（1.5kg）超過し計量失格、再計量でもチャーロはさらに0.2ポンド（100g）超過し、両陣営と関係者が協議した結果、試合はチャーロが罰金を支払った上で通常通り行われた。
2025年2月1日、ネバダ州ラスベガスのT-モバイル・アリーナにてデビッド・ベナビデス対デビッド・モレルの前座ならびに1年3ヶ月ぶりの復帰戦としてダニー・ローゼンバーガーと対戦し、5回2分39秒TKO勝ちを収め再起を果たした。しかし、試合後に行われたドーピング検査でベナビデスの体内からコカインの代謝物であるベンゾイルエクゴニンが検出され、これを受けて4ヶ月後の同年6月24日付で試合結果をドーピング失格による無効試合に変更し、ネバダ州アスレチックコミッションはベナビデスに9ヶ月の出場停止処分と3750ドル（約54万円）の罰金を科した。

## 人物
- 2023年公開の映画『クリード 過去の逆襲』では俳優として、主人公のアドニス・クリードが経営するボクシングジムに所属するプロボクサーのフェリックス・チャベス役を演じた。

## 戦績
- アマチュアボクシング:107戦 102勝 5敗
- プロボクシング:33戦 28勝 (19KO) 3敗 1分 1無効試合

## 獲得タイトル
- NABF北米ウェルター級ジュニア王座
- WBA世界スーパーライト級暫定王座（防衛1=返上）